# Vắc-xin RVSV-ZEBOV
Virus viêm miệng tái tổ hợp virut Zaire Ebola virus (Recombinant vesicular stomatitis virus–Zaire Ebola virus - rVSV-ZEBOV) là một loại vắc-xin thử nghiệm để bảo vệ chống lại bệnh do vi-rút Ebola. Khi được sử dụng trong tiêm chủng vòng, rVSV-EBOV đã cho thấy mức độ bảo vệ cao. Khoảng một nửa số người được tiêm vắc-xin có tác dụng phụ nhẹ đến trung bình bao gồm đau đầu, mệt mỏi và đau cơ.
rVSV-ZEBOV là vắc-xin tái tổ hợp, có khả năng nhân rộng. Nó bao gồm một loại virus viêm miệng mụn nước (VSV), đã được biến đổi gen để biểu hiện glycoprotein từ Zaire ebolavirus để kích thích phản ứng miễn dịch trung hòa đối với virus Ebola.
Nó được tạo ra bởi các nhà khoa học tại Phòng thí nghiệm vi sinh quốc gia ở Winnipeg, Manitoba, Canada, một phần của Cơ quan Y tế Công cộng Canada (PHAC). PHAC đã cấp phép cho một công ty nhỏ, NewLink Genetic, bắt đầu phát triển vắc-xin; NewLink lần lượt cấp phép cho Merck vào năm 2014. Nó đã được sử dụng trong DR Congo trong đợt bùng phát năm 2018 ở tỉnh Équateur, và từ đó đã được sử dụng rộng rãi trong vụ dịch Kivu Ebola 2018, với hơn 90.000 người được tiêm phòng.

## Sử dụng trong y tế
Gần 800 người đã được tiêm vắc-xin trên cơ sở khẩn cấp với VSV-EBOV khi một vụ dịch Ebola khác xảy ra ở Guinea vào tháng 3 năm 2016. Vào năm 2017, trước sự bùng phát mới của Ebola tại Cộng hòa Dân chủ Congo, Bộ Y tế đã phê chuẩn việc sử dụng khẩn cấp vắc-xin,, nhưng nó đã không được triển khai ngay lập tức.